# Amager Bryghus

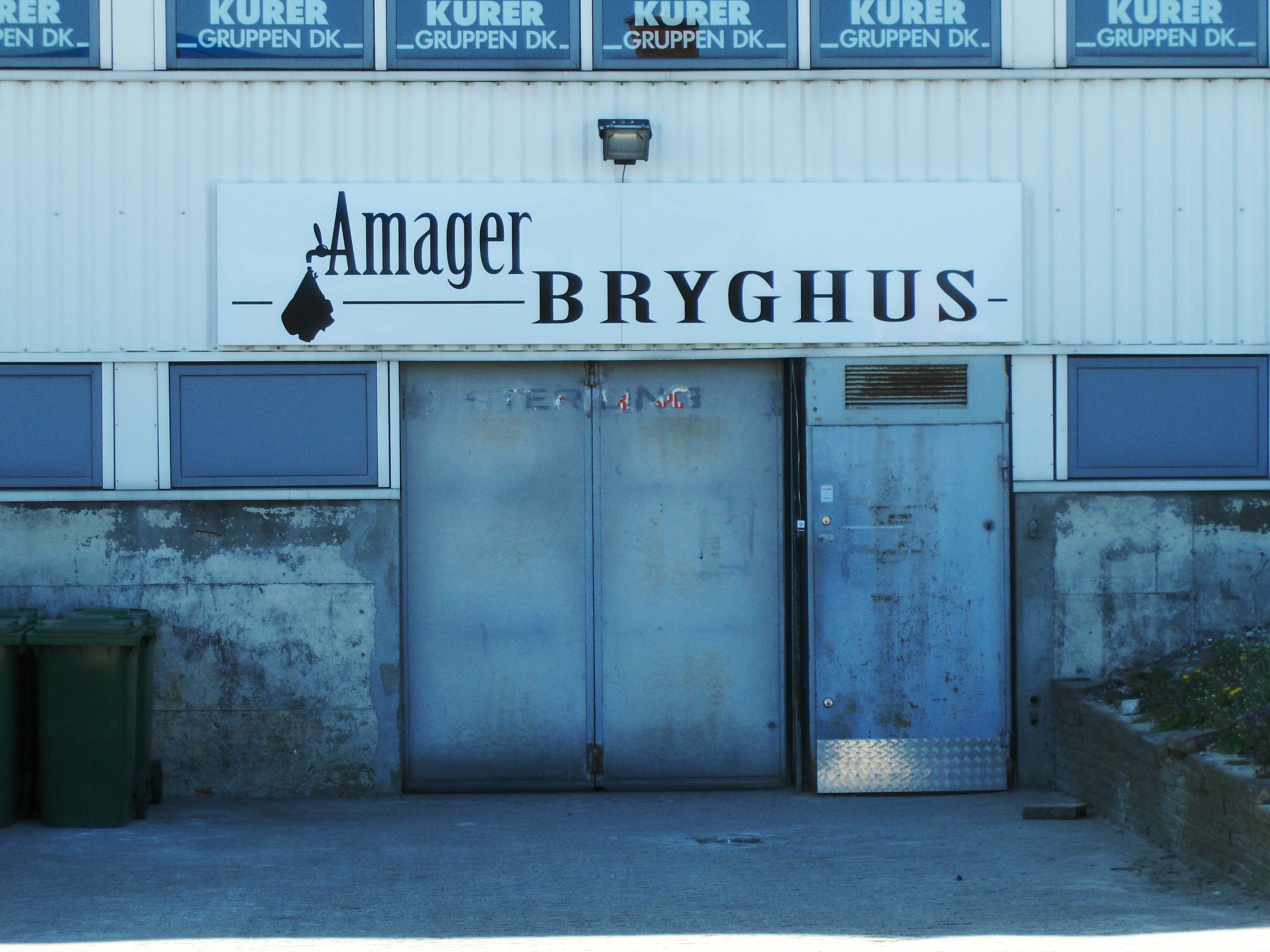
Entrada principal de las instalaciones de Amager Bryhgus en Tårnby (a las afueras de Copenhague)

Amager Bryghus es una cervecería Danesa ubicada en la isla de Amager (en la municipalidad de Tårnby, a pocos kilómetros de Copenhague). Fundada en 2007 por Morten Valentin Lundsbak y Jacob Storm en unos antiguos almacenes, cuyos anteriores dueños, la Iglesia de la Cienciología, tenían su depósito de libros sagrados. Su primera cerveza en llegar al Top 50 de Ratebeer fue una Imperial Stout llamada Hr. Frederiksen. Dicha cerveza surgió como un homenaje a un amigo de los fundadores,  Peter Frederiksen, el cual les ayudó en los comienzos a terminar las instalaciones de la cervecería. Dado el éxito de la Hr. Frederiksen, consiguieron empezar a exportar cerveza a los Estados Unidos, por medio del importador Shelton Brothers. Desde 2009 han estado ininterrumpidamente en el top 100 de cervecerías de Ratebeer.
En 2013, una de sus etiquetas para la cerveza Lust fue censurada por la autoridad estatal sueca para las bebidas alcohólicas (Systembolaget), debido a su exhibición de una mujer en topless. Dicha etiqueta fue considerada como inaceptable por parte del Systembolaget, por el hecho de que “el éxito sexual no debería ser asociado con  beber cerveza”, creando una polémica sobre la censura en los medios Suecos.